# Giuseppe Materazzi
Giuseppe Materazzi (Arborea, 5 gennaio 1946) è un ex calciatore, allenatore di calcio e dirigente sportivo italiano, di ruolo centrocampista.

## Caratteristiche tecniche

### Allenatore
Scrupoloso nel metodo di lavoro e per la disciplina tattica, è anche fautore dell'impiego di giovani calciatori, predilige la zona mista, con un gioco caratterizzato da velocità e palla a terra.

## Carriera

### Giocatore

#### Gli inizi con Juventus, Tempio e Lecce

Materazzi (in piedi, secondo da destra) capitano del Lecce nella stagione 1971-1972.

Prodotto del vivaio della Juventus, dopo una stagione in Serie D al Tempio, nel 1968 si trasferisce al Lecce, dove rimane fino al 1975 collezionando 262 presenze in sette stagioni di Serie C e diventandone capitano. Mette a segno un massimo di 7 reti nel campionato di Serie C 1973-1974.

#### Reggina, Bari e Cerretese
Lasciata Lecce, disputa una stagione nella Reggina, sempre in terza serie, prima di continuare la carriera nel Bari. Con i Galletti conquista la promozione nella serie cadetta nella stagione 1976-1977, e debutta in Serie B nel campionato 1977-1978, a 31 anni d'età. Chiude la carriera nel 1979, dopo una stagione in Serie C2 con la Cerretese.

### Allenatore

#### Gli inizi: dagli esordi con la Cerretese alla Casertana
Dopo aver frequentato con successo il Supercorso di Coverciano, dal 1979 al 1981 allena la Cerretese in Serie C2, da cui verrà esonerato, prima di essere responsabile del settore giovanile del Bari ed allenatore della Primavera dei Galletti per due anni. In seguito allena il Rimini, ereditando la panchina da Arrigo Sacchi, ed ottiene la salvezza dopo esser stato esonerato e richiamato. Nelle stagioni successive guida Benevento e Casertana, dove rimane per un biennio sfiorando la promozione in Serie B.

#### Il salto in Serie A: Pisa e Lazio

Materazzi (al centro) alla guida del Pisa nella stagione 1987-1988, in posa tra i neoacquisti Paul Elliott (a sinistra) e Dunga (a destra).

Nel 1987 compie un doppio salto di categoria, ingaggiato dal Pisa di Anconetani, con cui giunge al 13º posto in Serie A vincendo anche una Coppa Mitropa. Nei due anni successivi viene chiamato dal presidente Calleri a sedere sulla prestigiosa panchina della Lazio al posto di Eugenio Fascetti: conduce i biancocelesti a due piazzamenti di centro-classifica, nonostante le contestazioni di tifosi e giocatori.

#### L'esperienza a Messina, il ritorno alla Casertana e gli anni a Bari
Dopo l'esperienza romana, riparte dalla Serie B con il Messina, mentre nella stagione 1991-1992 subentra ad Adriano Lombardi alla guida della Casertana, senza poter evitare la retrocessione in Serie C1 dopo la sconfitta nello spareggio salvezza contro il Taranto. Nel gennaio 1993 viene assunto dal Bari al posto di Sebastião Lazaroni: rimane sulla panchina pugliese fino alla stagione 1995-1996, disputando due stagioni in Serie B e due in Serie A.
A partire dal 1995 colleziona due esoneri consecutivi e una dimissione, a Bari, Padova (Serie B) e Brescia, in Serie A, dove aveva sostituito Edy Reja dimessosi prima dell'inizio del campionato.

#### Di nuovo in A con Piacenza e Venezia, all'estero con lo Sporting Lisbona e poi a Cagliari
Successivamente guida il Piacenza, con cui ottiene una salvezza nella massima serie, dopodiché tenta una suggestiva avventura in Portogallo guidando lo Sporting Lisbona, da cui viene però esonerato già nel settembre 1999. Rientrato in Italia, guida il Venezia in Serie A (subentrando a Luciano Spalletti e venendo nuovamente esonerato) e il Cagliari, in Serie B, subentrando a Gianfranco Bellotto.

#### Crotone e l'esperienza cinese con il Tianjin Teda
Dopo un'esperienza negativa sulla panchina del Crotone nel 2001-2002 (chiamato a sostituire Stefano Cuoghi, viene esonerato nell'aprile successivo), ha allenato per un anno, accompagnato dal vice Giancarlo Oddi, la squadra cinese del Tianjin Teda nel massimo campionato cinese.

#### Il ritorno a Bari e le parentesi estere con Olympiakos Volos e Brasov
Il 3 marzo 2007 torna sulla panchina del Bari, subentrando a Rolando Maran e  terminando al quattordicesimo posto. Confermato anche per l'anno successivo, si dimetterà però dopo la diciannovesima giornata della serie cadetta e al suo posto verrà chiamato Antonio Conte. 
Dal dicembre 2008 allena l'Olympiakos Volos, squadra di Beta Ethniki, da cui viene esonerato nel marzo successivo.
Il 28 giugno 2010 viene ufficializzata la sua nomina ad allenatore del Brașov, squadra rumena di Liga I, ma dopo appena 3 giorni, il 1º luglio, viene sollevato dall'incarico dal presidente Ioan Neculaie a causa di alcuni malintesi.

#### L'approccio al calcio femminile con la Lazio CF
A settembre 2016 viene nominato nuovo allenatore della Lazio Calcio femminile, per poi lasciare l'incarico nel mese di dicembre.

### Dirigente sportivo
Nel luglio 2011 viene ingaggiato dalla società toscana dell'Arezzo, compagine che milita nel campionato di Serie D, per ricoprire il ruolo di direttore tecnico. Nel marzo 2012 lascia la società aretina per passare al Treviso nel medesimo ruolo; l'esperienza in Veneto dura pochi mesi, poiché nel luglio successivo torna in Sardegna, in veste di consulente tecnico dell'Olbia. Nel luglio 2013 è chiamato dal Foggia come coordinatore dell'area tecnica rossonera. Il 12 giugno 2015 diventa il nuovo direttore tecnico della Siena, neopromossa in Lega Pro.
Il 3 dicembre 2016 diviene il nuovo direttore generale della Casertana, che aveva già guidato da allenatore tra gli anni '80 e '90. Si dimette dall'incarico il 3 maggio 2017, in seguito all'esonero del tecnico Andrea Tedesco, non concordato dal presidente con il resto della dirigenza.
Il 12 dicembre 2018 viene chiamato dal Bisceglie come direttore dell'area tecnica per coaudivare il tecnico Antonio Russo della squadra militante in Serie C. La collaborazione però dura solo una settimana e il 17 dicembre lascia l'incarico non avendo trovato l'accordo con il club. 
Nel 2020 è chiamato alla supervisione del vivaio della società laziale del Monte San Biagio.

## Statistiche

### Statistiche da allenatore
In grassetto le competizioni vinte.
| Stagione            | Squadra          | Campionato       | Campionato | Campionato | Campionato | Campionato | Coppe nazionali | Coppe nazionali | Coppe nazionali | Coppe nazionali | Coppe nazionali | Coppe continentali | Coppe continentali | Coppe continentali | Coppe continentali | Coppe continentali | Altre coppe | Altre coppe | Altre coppe | Altre coppe | Altre coppe | Totale | Totale | Totale | Totale | % Vittorie | Piazzamento       |
| Stagione            | Squadra          | Comp             | G          | V          | N          | P          | Comp            | G               | V               | N               | P               | Comp               | G                  | V                  | N                  | P                  | Comp        | G           | V           | N           | P           | G      | V      | N      | P      | %          | Piazzamento       |
| ------------------- | ---------------- | ---------------- | ---------- | ---------- | ---------- | ---------- | --------------- | --------------- | --------------- | --------------- | --------------- | ------------------ | ------------------ | ------------------ | ------------------ | ------------------ | ----------- | ----------- | ----------- | ----------- | ----------- | ------ | ------ | ------ | ------ | ---------- | ----------------- |
| 1979-1980           | Cerretese        | C2               | 34         | 10         | 14         | 10         | -               | -               | -               | -               | -               | -                  | -                  | -                  | -                  | -                  | -           | -           | -           | -           | -           | 34     | 10     | 14     | 10     | 29,41      | 9°                |
| 1980-1981           | Cerretese        | C2               | -          | -          | -          | -          | -               | -               | -               | -               | -               | -                  | -                  | -                  | -                  | -                  | -           | -           | -           | -           | -           | 0      | 0      | 0      | 0      | —          | Eson.             |
| Totale Cerretese    | Totale Cerretese | Totale Cerretese | +34        | +10        | +14        | +10        |                 | -               | -               | -               | -               |                    | -                  | -                  | -                  | -                  |             | -           | -           | -           | -           | 34     | 10     | 14     | 10     | 29,41      |                   |
| 1983-1984           | Rimini           | C1               | 24         | 6          | 10         | 8          | CI+CI-C         | 5+2             | 2+0             | 1+1             | 2+1             | -                  | -                  | -                  | -                  | -                  | -           | -           | -           | -           | -           | 31     | 8      | 12     | 11     | 25,81      | Eson., Sub., 12°  |
| 1984-1985           | Benevento        | C1               | 34         | 6          | 20         | 8          | CI+CI-C         | 5+8             | 2+4             | 1+3             | 2+1             | -                  | -                  | -                  | -                  | -                  | -           | -           | -           | -           | -           | 47     | 12     | 24     | 11     | 25,53      | 11º               |
| 1985-1986           | Casertana        | C1               | 34         | 11         | 14         | 9          | CI+CI-C         | 5+8             | 0+4             | 1+2             | 4+2             | -                  | -                  | -                  | -                  | -                  | -           | -           | -           | -           | -           | 47     | 15     | 17     | 15     | 31,91      | 5º                |
| 1986-1987           | Casertana        | C1               | 34         | 13         | 14         | 7          | CI+CI-C         | 7+-             | 3+-             | 1+-             | 3+-             | -                  | -                  | -                  | -                  | -                  | -           | -           | -           | -           | -           | 41     | 16     | 15     | 10     | 39,02      | 3º                |
| 1987-1988           | Pisa             | A                | 30         | 6          | 12         | 12         | CI              | 7               | 4               | 0               | 3               | CM                 | 3                  | 3                  | 0                  | 0                  | -           | -           | -           | -           | -           | 40     | 13     | 12     | 15     | 32,50      | 13º               |
| 1988-1989           | Lazio            | A                | 34         | 5          | 19         | 10         | CI              | 10              | 6               | 1               | 3               | -                  | -                  | -                  | -                  | -                  | -           | -           | -           | -           | -           | 44     | 11     | 20     | 13     | 25,00      | 11°               |
| 1989-1990           | Lazio            | A                | 34         | 8          | 15         | 11         | CI              | 2               | 1               | 0               | 1               | -                  | -                  | -                  | -                  | -                  | -           | -           | -           | -           | -           | 36     | 9      | 15     | 12     | 25,00      | 9º                |
| Totale Lazio        | Totale Lazio     | Totale Lazio     | 68         | 13         | 34         | 21         |                 | 12              | 7               | 1               | 4               |                    | -                  | -                  | -                  | -                  |             | -           | -           | -           | -           | 80     | 20     | 35     | 25     | 25,00      |                   |
| 1990-1991           | Messina          | B                | 33         | 8          | 15         | 10         | CI              | 4               | 0               | 3               | 1               | -                  | -                  | -                  | -                  | -                  | -           | -           | -           | -           | -           | 37     | 8      | 18     | 11     | 21,62      | Eson.             |
| gen.-giu. 1992      | Casertana        | B                | 22+1       | 5          | 13         | 4+1        | CI              | -               | -               | -               | -               | -                  | -                  | -                  | -                  | -                  | -           | -           | -           | -           | -           | 23     | 5      | 13     | 5      | 21,74      | Sub., 17° (retr.) |
| Totale Casertana    | Totale Casertana | Totale Casertana | 90+1       | 29         | 41         | 20+1       |                 | 24              | 7               | 7               | 10              |                    | -                  | -                  | -                  | -                  |             | -           | -           | -           | -           | 115    | 36     | 48     | 31     | 31,30      |                   |
| gen.-giu. 1993      | Bari             | B                | 21         | 8          | 6          | 7          | CI              | -               | -               | -               | -               | -                  | -                  | -                  | -                  | -                  | -           | -           | -           | -           | -           | 21     | 8      | 6      | 7      | 38,10      | Sub., 10º         |
| 1993-1994           | Bari             | B                | 38         | 14         | 17         | 7          | CI              | 1               | 0               | 0               | 1               | -                  | -                  | -                  | -                  | -                  | -           | -           | -           | -           | -           | 39     | 14     | 17     | 8      | 35,90      | 2º (prom.)        |
| 1994-1995           | Bari             | A                | 34         | 12         | 8          | 14         | CI              | 2               | 0               | 1               | 1               | -                  | -                  | -                  | -                  | -                  | -           | -           | -           | -           | -           | 36     | 12     | 9      | 15     | 33,33      | 12º               |
| giu.-dic. 1995      | Bari             | A                | 12         | 2          | 2          | 8          | CI              | 1               | 0               | 0               | 1               | -                  | -                  | -                  | -                  | -                  | -           | -           | -           | -           | -           | 13     | 2      | 2      | 9      | 15,38      | Eson.             |
| 1996-mar. 1997      | Padova           | B                | 25         | 6          | 12         | 7          | CI              | 1               | 0               | 0               | 1               | -                  | -                  | -                  | -                  | -                  | -           | -           | -           | -           | -           | 26     | 6      | 12     | 8      | 23,08      | Eson.             |
| lug.-nov. 1997      | Brescia          | A                | 10         | 3          | 1          | 6          | CI              | 2               | 0               | 1               | 1               | -                  | -                  | -                  | -                  | -                  | -           | -           | -           | -           | -           | 12     | 3      | 2      | 7      | 25,00      | Dimis.            |
| 1998-1999           | Piacenza         | A                | 34         | 11         | 8          | 15         | CI              | 2               | 1               | 0               | 1               | -                  | -                  | -                  | -                  | -                  | -           | -           | -           | -           | -           | 36     | 12     | 8      | 16     | 33,33      | 12°               |
| lug.-set. 1999      | Sporting Lisbona | PL               | 5          | 2          | 3          | 0          | CP              | -               | -               | -               | -               | CU                 | 1                  | 0                  | 0                  | 1                  | -           | -           | -           | -           | -           | 6      | 2      | 3      | 1      | 33,33      | Eson.             |
| nov. 1999           | Venezia          | A                | 3          | 0          | 1          | 2          | CI              | -               | -               | -               | -               | -                  | -                  | -                  | -                  | -                  | -           | -           | -           | -           | -           | 1      | 0      | 1      | 2      | &0,00      | Sub., Eson.       |
| mar.-giu. 2001      | Cagliari         | B                | 14         | 3          | 5          | 6          | CI              | -               | -               | -               | -               | -                  | -                  | -                  | -                  | -                  | -           | -           | -           | -           | -           | 14     | 3      | 5      | 6      | 21,43      | Sub., 11°         |
| dic. 2001-apr. 2002 | Crotone          | B                | 15         | 1          | 5          | 9          | CI              | -               | -               | -               | -               | -                  | -                  | -                  | -                  | -                  | -           | -           | -           | -           | -           | 15     | 1      | 5      | 9      | &6,67      | Sub., Eson.       |
| 2003                | Tianjin Teda     | Jia-A            | 28         | 8          | 12         | 8          | CC              | 4               | 2               | 1               | 1               | -                  | -                  | -                  | -                  | -                  | -           | -           | -           | -           | -           | 32     | 10     | 13     | 9      | 31,25      | 10°               |
| feb.-giu. 2007      | Bari             | B                | 18         | 5          | 6          | 7          | CI              | -               | -               | -               | -               | -                  | -                  | -                  | -                  | -                  | -           | -           | -           | -           | -           | 18     | 5      | 6      | 7      | 27,78      | Sub., 14°         |
| giu.-dic. 2007      | Bari             | B                | 19         | 4          | 8          | 7          | CI              | 3               | 2               | 0               | 1               | -                  | -                  | -                  | -                  | -                  | -           | -           | -           | -           | -           | 10     | 3      | 2      | 5      | 30,00      | Dimis.            |
| Totale Bari         | Totale Bari      | Totale Bari      | 142        | 44         | 47         | 51         |                 | 7               | 2               | 1               | 4               |                    | -                  | -                  | -                  | -                  |             | -           | -           | -           | -           | 149    | 46     | 48     | 55     | 30,87      |                   |
| dic. 2008-mar. 2009 | Olympiakos Volos | BE               | 9          | 1          | 5          | 3          | CG              | -               | -               | -               | -               | -                  | -                  | -                  | -                  | -                  | -           | -           | -           | -           | -           | 9      | 1      | 5      | 3      | 11,11      | Eson.             |
| Totale carriera     | Totale carriera  | Totale carriera  | +599       | +157       | +245       | +197       |                 | 79              | 31              | 17              | 31              |                    | 4                  | 3                  | 0                  | 1                  |             | -           | -           | -           | -           | 682    | 191    | 262    | 229    | 28,05      |                   |

## Vita privata
È padre del calciatore, poi allenatore, Marco Materazzi, nonché dell'agente FIFA Matteo Materazzi e di Monia, nuora dell'allenatore Tommaso Maestrelli e madre dei calciatori Alessio e Andrea Maestrelli, quest'ultimo anche concorrente del Grande Fratello VIP.

## Palmarès

### Giocatore

#### Competizioni regionali
- Coppa Cossu-Mariotti: 1

Tempio: 1967-1968

#### Competizioni nazionali
- Campionato italiano Serie C: 1

Bari: 1976-1977

### Allenatore

#### Club
- Coppa Mitropa: 1

Pisa: 1987-1988

#### Individuale
- Premio speciale del Settore tecnico della FIGC: 1

1998